# Wrexham Association Football Club
El Wrexham Association Football Club (en gal·lès Clwb Pêl-droed Wrecsam) és un club de futbol gal·lès, de la ciutat de Wrexham.
Va ser fundat per membres del Wrexham Cricket Club el 28 de setembre de 1872. Problemes l'any 1883 portaren a la desaparició del club. Un mes més tard nasqué el Wrexham Olympic, que tres anys més tard adoptà el nom original. El club també s'anomenà Wrexham Athletic i Wrexham Town. Ingressà a la lliga anglesa el 1921. L'any 2006 el club fou adquirit per Neville Dickens i adoptà el nom Wrexham Football Club (2006) Ltd, tot i que els seguidors el segueixen anomenant Wrexham AFC.

## Palmarès
- Copa gal·lesa de futbol (23): 1878, 1883, 1893, 1897, 1903, 1905, 1909, 1910, 1911, 1914, 1915, 1921, 1924, 1925, 1931, 1957, 1958, 1960, 1972, 1975, 1978, 1986, 1995
- Football League Trophy: 2004/2005
- FAW Premier Cup: 1997/98, 1998/99, 1999/2000, 2001/02, 2003/04
- Third Division: 1977/78

## Galeria

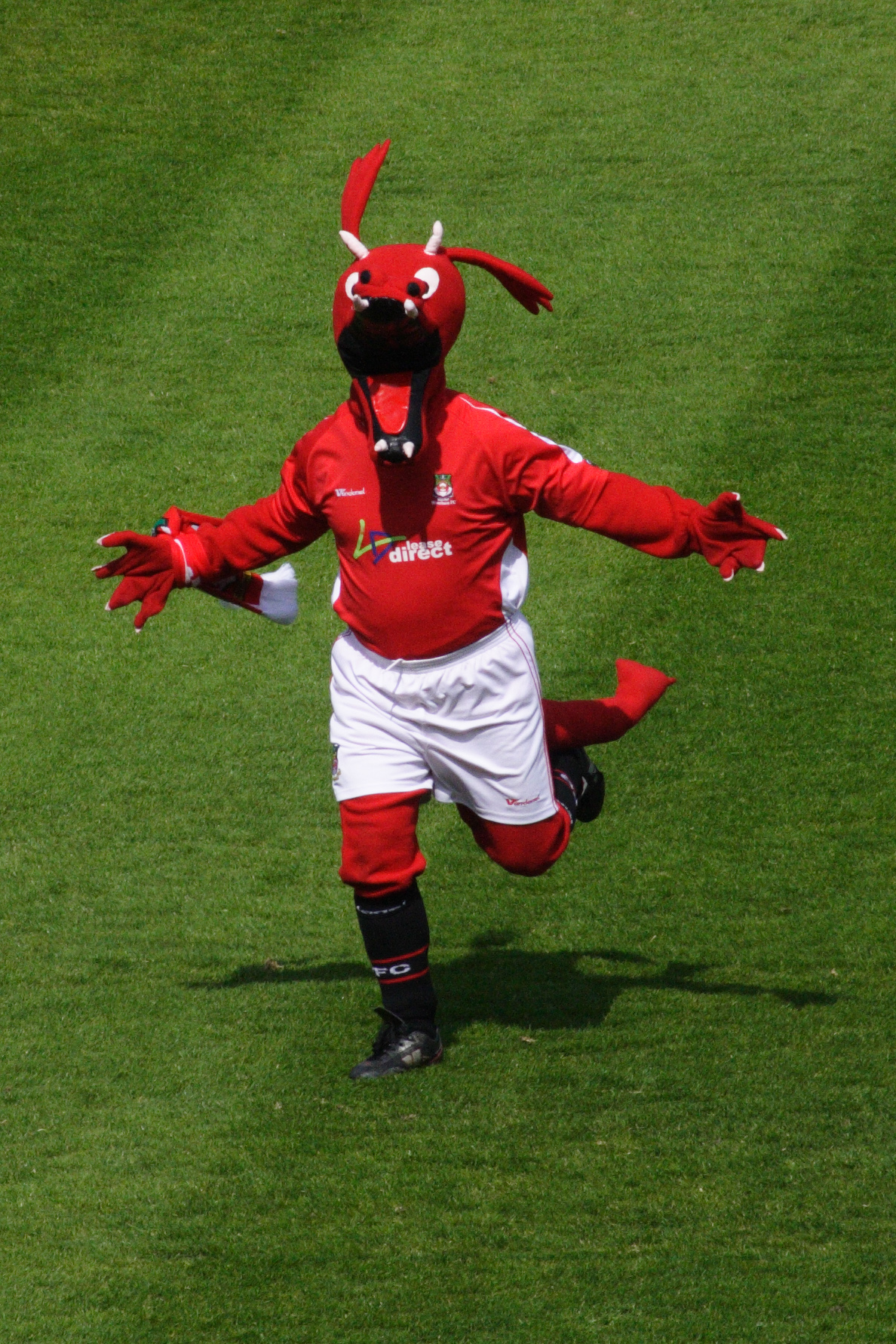
Wrex el drac, mascota del club
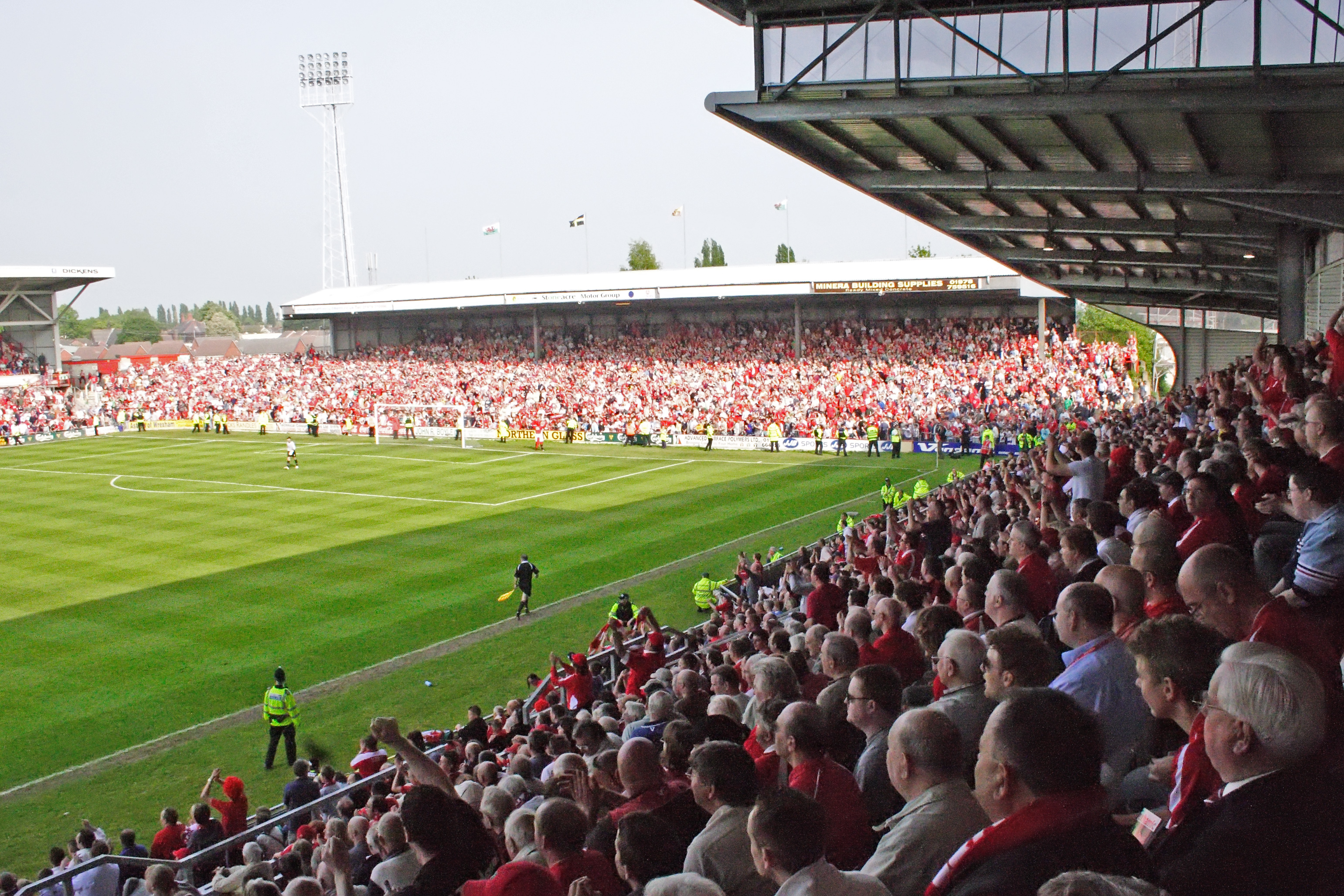
Graderia
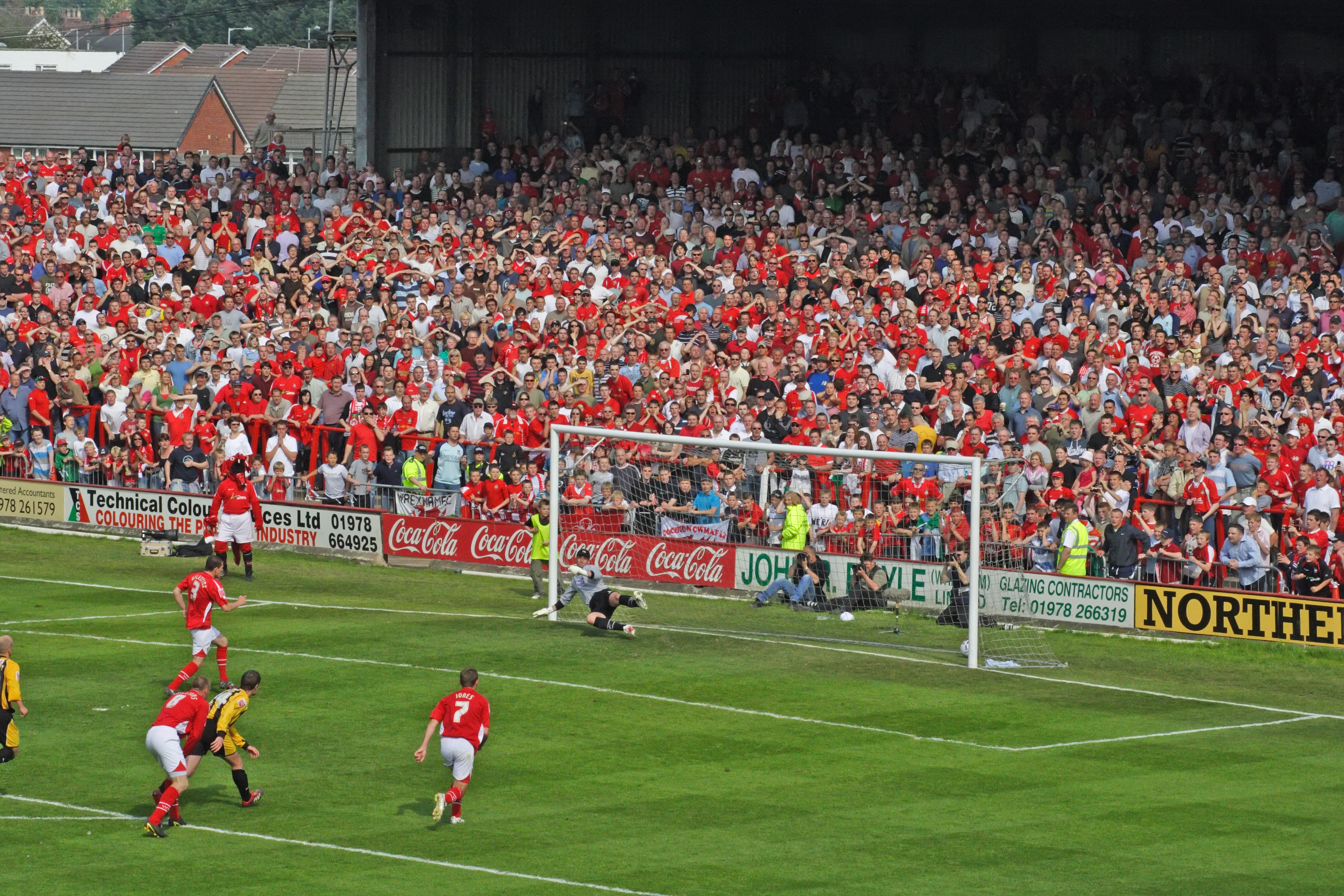
Partit contra el Boston United el 5 de maig de 2007
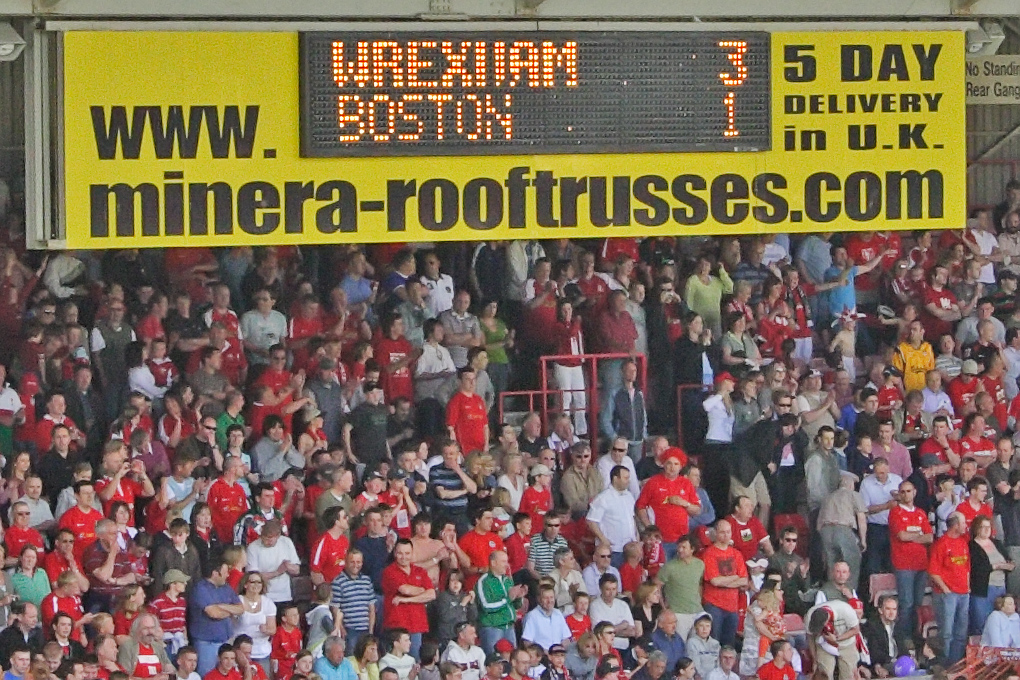
Marcador del partit contra el Boston United el 5 de maig de 2007